# Maximilian Schmeding

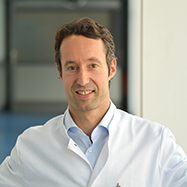
Maximilian Schmeding (2016)

Maximilian Schmeding (* 22. Dezember 1974) ist ein deutscher Facharzt für Viszeralchirurgie und spezielle Viszeralchirurgie, apl. Professor und Direktor der Chirurgischen Klinik am Klinikum Dortmund. Seine Schwerpunkte liegen in der Chirurgie der Leber, Gallenwege und Bauchspeicheldrüse sowie in der Tumorchirurgie des Bauchraumes. Ebenso zählt die Leberregeneration und Optimierung der Organfunktion nach Lebertransplantationen und ausgedehnter Leberteilresektion zu seinen Forschungsschwerpunkten.

## Leben
Von 1996 bis 2002 studierte er Humanmedizin an Ruprecht-Karls-Universität Heidelberg und der Charité Universitätsmedizin in Berlin. Schmeding absolvierte in dieser Zeit Auslandssemester in Australien, Argentinien sowie Ecuador und schloss sein drittes Staatsexamen ab. Studienbegleitend promovierte er in Heidelberg. 
Von 2002 bis 2010 war er Assistenzarzt an der Klinik für Allgemein-, Viszeral- und Transplantationschirurgie der Charité Universitätsmedizin Berlin am Campus Virchow Klinikum. Gleichzeitig absolvierte Schmeding im Jahre 2008 die Facharztprüfung für Chirurgie, 2012 die Prüfungen zum Facharzt für Viszeralchirurgie und Facharzt für spezielle Viszeralchirurgie.
Im Jahre 2010 habilitierte Schmeding und erlangte gleichzeitig die Lehrbefugnis für das Fach Chirurgie an der Charité. 2010 bis 2016 arbeitete er als Oberarzt der Klinik für Allgemein-, Viszeral- und Transplantationschirurgie in die Uniklinik RWTH nach Aachen, ab 2014 als Leitender Oberarzt und Stellvertretender Klinikdirektor. In dieser Zeit oblagen ihm die Leitung des Lebertransplantations-Programms sowie die Leitung des Viszeralmedizinischen Studienzentrums. Berufsbegleitend absolvierte Schmeding ein Studium zum „Master of Health Business Administration“ (MHBA) an der Friedrich-Alexander-Universität Erlangen-Nürnberg und erhielt dort 2014 den Abschluss.
Seit September 2016 ist Schmeding Klinikdirektor der chirurgischen Klinik am Klinikum Dortmund.
Maximilian Schmeding ist verheiratet und hat zwei Kinder.

## Forschungsschwerpunkte
Zu den Forschungsschwerpunkten von Schmding gehören die Leberregeneration und die Optimierung der Organfunktion nach Lebertransplantation und ausgedehnter Leberteilresektion sowie die laparoskopische Leberteilresektion.

## Preise
- 2005: Young Investigator Award der American Society of Transplantation[8]

## Publikationen (Auswahl)
Schmeding ist an 51 PubMed-gelistete Publikationen beteiligt gewesen, davon 22 als Erst- oder Letzt-Autor.
- Mycophenolate mofetil monotherapy in liver transplantation: 5-year follow-up of a prospective randomized trial.  Schmeding M, Kiessling A, Neuhaus R, Heidenhain C, Bahra M, Neuhaus P, Neumann UP.Transplantation. 2011 Oct 27;92(8):923-9.
- rHuEPo reduces ischemia-reperfusion injury and improves survival after transplantation of fatty livers in rats.   Schmeding M, Rademacher S, Boas-Knoop S, Roecken C, Lendeckel U, Neuhaus P, Neumann UP.   Transplantation. 2010 Jan 27;89(2):161-8.
- Erythropoietin promotes hepatic regeneration after extended liver resection in rats. Schmeding M, Boas-Knoop S, Lippert S, Ruehl M, Somasundaram R, Dagdelen T, Neuhaus P, Neumann UP.   J Gastroenterol Hepatol. 2008 Jul;23(7 Pt 1):1125-31. Epub 2007 Dec 13.
- Hepatitis C recurrence and fibrosis progression are not increased after living donor liver transplantation: a single-center study of 289 patients. Schmeding M, Neumann UP, Puhl G, Bahra M, Neuhaus R, Neuhaus P.  Liver Transpl. 2007 May;13(5):687-92.
- C4d in acute rejection after liver transplantation--a valuable tool in differential diagnosis to hepatitis C recurrence. Schmeding M, Dankof A, Krenn V, Krukemeyer MG, Koch M, Spinelli A, Langrehr JM, Neumann UP, Neuhaus P. Am J Transplant. 2006 Mar;6(3):523-30.